# Bassap
Bassap est un village du Cameroun situé dans le département du Haut-Nkam et la Région de l'Ouest, chef-lieu de groupement et chefferie de 2e degré de l'arrondissement de Bafang.

## Géographie
La localité est située à l'ouest de Baboné et de la route provinciale P15 à 7 km au sud du chef-lieu communal Bafang.

## Population
Le recensement de 1957 est relevé par une thèse universitaire. Lors du recensement de 2005, on y a dénombré 432 personnes. Le plan communal de développement réalisé en 2013, lui attribue 593 habitants.
| 1957 | 1981 | 2005 | 2013 |
| ---- | ---- | ---- | ---- |
| 424  | 640  | 432  | 593  |

## Tourisme
- Chutes de Bassap.